# SN 1962B
SN 1962B – supernowa typu I odkryta 6 stycznia 1962 roku w galaktyce MCG +05-36-25. W momencie odkrycia miała maksymalną jasność 17,00m.